# Camille Godelle (homme politique, 1804-1874)
Pour les articles homonymes, voir Camille Godelle et Godelle.
Camille Godelle, né le 30 juillet 1804 au Nouvion-en-Thiérache et mort le 31 octobre 1874 au château de Robizeux (dépendance de Bergues-sur-Sambre), est un notaire français.

## Biographie
Après avoir étudié le droit à Paris, il racheta une étude de notaire dans sa ville natale.
En 1839, il vendit sa charge pour s’occuper des affaires de son pays.
Il fut successivement conseiller général, conseiller d'État, député de l'Aisne à l'Assemblée nationale législative (Deuxième République), siégeant alors à la Commission sur l'assistance et la prévoyance publiques présidée par Thiers, sénateur (Second Empire), commandeur de la Légion d'honneur (14 août 1866) et de l'ordre de Charles III d'Espagne.
La révolution de 1870 le rendit à la vie privée.
Son fils, Camille Godelle (homme politique, 1832-1899), fut également député de l'Aisne en 1877.

## Sources
- « Godelle (Camille), né à Nouvion (Aisne) le 30 juillet 1804, mort à Nouvion le 31 décembre 1874 », dans Adolphe Robert et Gaston Cougny, Dictionnaire des parlementaires français, Edgar Bourloton, 1889-1891 [détail de l’édition] [texte sur Sycomore]